# Kostel Panny Marie Bolestné (Načeratice)
Kostel Panny Marie Bolestné je římskokatolický chrám v Načeraticích v okrese Znojmo. Jde o farní kostel římskokatolické farnosti Načeratice. Je chráněn jako kulturní památka České republiky.
Farní kostel Panny Marie Bolestné vybudovala obec na vlastní náklady v roce 1804. Rozšířen do dnešní podoby byl roku 1840.